# Almásháza
Almásháza község Zala vármegyében, a Zalaegerszegi járásban. Egykor tipikus egyutcás törpefalu volt, de a közelmúltban elkezdett kelet felé terjeszkedni, és ma már kétutcás település.

## Fekvése
A település a Zalai-dombságban, a Zalaapáti-hát területén fekszik, a Principális-csatorna és a Zala folyó között, Zalaegerszegtől légvonalban 15, közúton körülbelül 20 kilométerre keletre.
A közvetlenül határos települések: észak felől Kallósd, kelet felől Kehida (Kehidakustány része), délkelet felől Ligetfalva, dél felől Tilajújhegy (Tilaj része), délnyugat felől Nagykapornak, nyugat felől pedig Padár.

### Megközelítése
Csak közúton érhető el, a falutól egy kilométerre délre húzódó 76-os főútról letérve, a 73 237-es számú mellékúton, mely közös csomópontban ágazik ki észak felé az ellenkező irányban Tilajújhegyre vezető 73 233-as úttal. Kallósddal egy szilárd burkolat nélküli erdei út köti össze, míg a további szomszédaival nincs közvetlen közúti összeköttetése.
A főút almásházi elágazásánál a Volánbusz Zalaegerszeg és Keszthely között közlekedő buszjáratainak nagy része megáll, illetve munkanapokon néhány járat (szombaton és vasárnap csak egy-egy) betér Almásháza központjába is, a Kossuth utcai buszfordulóig.

## Története
A község nevének első írásos emléke 1198-ból maradt fenn (Almas). 1381-ig a szentgotthárdi ciszterek, majd a kapornaki bencés szerzetesek birtoka volt.
1464-ben körmendi katonák elpusztították a falut.
Az aprófalu 1564-ben újból a szentgotthárdi ciszterek kezébe került, de néhány kisnemes is maradt a településen. Az 1580-as évektől fokozatosan érték támadások, illetve magas adókat róttak rá az oszmán földesurak. Így a 17. században teljesen elnéptelenedett, és 1700-ig néptelen is maradt. Ekkor a Batthyány család birtokába jutott, amely majorságot létesített Almásháza körül. Ettől kezdve a falu lakosai nagyrészt e majorság földjein dolgoztak. Templomuk nem volt, a legközelebbi templomot Kapornakon találták.
A falu elemi iskolája a 19. századra működésképtelenné vált.
1867-ben Almás község teljesen leégett.
A település első egyházi intézményét, a kápolnát 1908-ban szentelték fel.
Az 1950-es években sokat fejlődött a falu: 1950-ben bevezették a villanyt, majd 1954-ben megépült a művelődési központ. Az 1959-ben alakult termelőszövetkezet is eredményesen működött, s ez hozzájárult az elvándorlás csökkentéséhez.
Az 1990-es években Almásháza kezdte felhasználni a falusi turizmus adta lehetőségeket, s a német turisták között is kedvelt hellyé vált.
2002 után olcsó házhelyeket osztottak a településen, s ennek hatására betelepülés indult meg.

## Közélete
A község polgármesteri hivatala Nagykapornakon működik.

### Polgármesterei
- 1990–1994: Pénzes Tivadar (független)[3]
- 1994–1998: Büki László (független)[4]
- 1999–2002: Büki László (független)[5]
- 2002–2006: Németh Attila (független)[6]
- 2006–2010: Németh Attila (független)[7]
- 2010–2014: Németh Attila (független)[8]
- 2014–2019: Németh Attila (független)[9]
- 2019–2024: Németh Attila (független)[10]
- 2024– : Németh Attila (független)[1]

1998-ban mindössze 52 szavazásra jogosult élt a kistelepülésen, s az 1998. október 18-i önkormányzati választás után szavazategyenlőség miatt a polgármester-választást illetően nem lehetett eredményt hirdetni. A választás napján 50 lakos járult az urnákhoz, ketten érvénytelen szavazatot adtak le, a többiek pedig épp fele-fele arányban szavaztak a két független jelöltre, az addigi polgármesterre és egyetlen kihívójára, Németh Attilára. Az emiatt szükségessé vált időközi választáson, amelyet 1999. május 9-én tartottak meg, a polgármester kihívója már nem indult el.

## Népesség
A település népességének alakulása:
| Lakosok száma | 63   | 62   | 70   | 79   | 73   | 78   | 78   |
|               | 2013 | 2014 | 2015 | 2021 | 2022 | 2023 | 2024 |

2022-ben a lakosság 71,2%-a vallotta magát magyarnak, 6,8% németnek, 1,4% románnak, 1,4% szlovénnek, 1,4% egyéb, nem hazai nemzetiségűnek (23,3% nem nyilatkozott; a kettős identitások miatt a végösszeg nagyobb lehet 100%-nál). Vallásuk szerint 28,8% volt római katolikus, 1,4% evangélikus, 17,8% felekezeten kívüli (50,7% nem válaszolt).

## Nevezetességei
- A falu kápolnája 1908-ban épült, a kápolna előtt 1864-ből való kőkereszt áll.
- Határában horgásztó található.
- A településen 2004 óta minden szeptemberben megrendezik a Szérüskert fesztivált.